# Canton de Pau-Centre
Le canton de Pau-Centre est un ancien canton français situé dans le département des Pyrénées-Atlantiques et la région Aquitaine.

## Composition
Le canton est constitué par une partie de la Ville de Pau.

## Histoire
| Période   | Identité         | Parti         | Qualité |
| --------- | ---------------- | ------------- | --- |
| 1973-1985 | Yves Baradat     | PS            | Premier adjoint au maire de Pau                                                                                           |
| 1985-2004 | Jean-Pierre Caye | RPR           | Géologue au Centre de recherche d'Elf-Aquitaine Conseiller municipal de Pau                                               |
| 1998-2015 | Josy Poueyto     | PS puis MoDem | Ancienne conseillère municipale de Pau (2008-2011) Conseillère régionale depuis 2011 Elue en 2015 dans le Canton de Pau-3 |

## Résultats élections cantonales
Elections 2011:
1er tour:
- Stéphanie Maza PS: 29,15 % (1346 voix)
- Josiane (Josy) Poueyto MoDem: 27,79 % (1283 voix)
- Jacques Henriot FN: 13,95 % (644 voix)
- Thibault Cheneviere (UMP): 11.80% (545 voix)
- Danièle Iriart (EELV): 9,01 % (416 voix)
- Danielle Raucoules (Front de Gauche): 5,59 % (256 voix)
- Frédéric Pic (NPA): 2,71 % (125 voix)

2e tour:
- Josiane (Josy) Poueyto MoDem: 50,41 % (2 376 voix)
- Stéphanie Maza PS: 49,59 % % (2337 voix)

## Démographie
| 1982 | 1990   | 1999   | 2006   | 2011   | 2012   |
| ---- | ------ | ------ | ------ | ------ | ------ |
| -    | 21 885 | 19 962 | 21 340 | 20 299 | 19 635 |